# Tensta distrikt
Tensta distrikt är ett distrikt i Uppsala kommun och Uppsala län. Namnet Tensta uttalas [ténnsta] med grav accent. 
Distriktet ligger i norra delen av kommunen. 

## Tidigare administrativ tillhörighet
Distriktet inrättades 2016 och utgörs av socknen Tensta i Uppsala kommun.
Området motsvarar den omfattning Tensta församling hade vid årsskiftet 1999/2000.